# Purpurhejre
Purpurhejren (Ardea purpurea) er en hejre, som af og til dukker op i Danmark. Den er lidt mindre end fiskehejren som den ofte forveksles med. Dens fjerdragt er i grå og rødbrune farver. Purpurhejren lever af fisk, padder, småpattedyr og insekter.